# Månesten
Månesten er betegnelsen for sten og andre prøver indsamlet på Månen. Der er foreløbigt hjembragt månesten af de amerikanske Apollo-missioner, de sovjetiske Luna-missioner og den kinesiske Chang’e-5 mission. Under de seks Apollo-månelandinger blev der indsamlet i alt 2.415 prøver med en samlet vægt på 382 kg (primært Apollo 15, 16 og 17), mens tre Luna-rumskibe hjemførte i alt 326 g prøver.
Apollo-månestenene blev indsamlet under anvendelse af forskellige redskaber, herunder hamre, river, skeer, tænger og borerør. De fleste blev fotograferet før indsamlingen for at registrere de sammenhænge, hvori de blev fundet. De blev anbragt i prøveindsamlingsposer, som blev placeret i en Specialmiljøprøvecontainer til hjemførelsen til jorden for at beskytte dem mod forurening.
I almindelighed er de indsamlede månesten ekstremt gamle sammenlignet med sten fundet på Jorden, når man måler med radiometrisk tidsbestemmelsesteknikker. De yngste sten er ældre end de ældste fundne sten på Jorden. De rækker i alder fra 3,2 milliarder år for basaltprøverne fra Månens bassiner til op imod 4,6 milliarder år for prøverne fra højdedragene, og der er derfor tale om prøver stammende fra meget tidligt i Solsystemets dannelse.
Stenene har karakteristika, der ligger tæt op ad sten på Jorden, især hvad angår mængderne af iltisotoper. Men stenene fra Månen har et relativt lavt jernindhold, forsvindende indhold af flygtige kemikalier såsom kalium og mangler fuldstændig vand.
Blandt de nye mineraler, der er fundet på Månen, er armalcolit, der er opkaldt efter de tre astronauter på Apollo 11-missionen: Armstrong, Aldrin og Collins. 
| Månemission      | Apollo 11 | Apollo 12 | Apollo 14 | Apollo 15 | Apollo 16 | Apollo 17 | Luna 16 | Luna 20 | Luna 24 |
| Indsamlet mængde | 22 kg     | 34 kg     | 43 kg     | 77 kg     | 95 kg     | 111 kg    | 101 g   | 55 g    | 170 g   |

Det centrale opbevaringssted for månestenene er Lunar Sample Building i Lyndon B. Johnson Space Center i Houston, Texas. Af sikkerhedsmæssige årsager findes en mindre samling i Brooks Air Force Base i San Antonio, Texas. De fleste af stenene opbevares i kvælstof for at holde dem fugtfrie. De håndteres kun indirekte ved hjælp af specialværktøj.
Månesten betragtes som uvurderlige. I 1993 blev tre små fragmenter af en vægt på 0,2 g stammende fra Luna 16 solgt for 442.500 USD. I 2002 blev et pengeskab stjålet fra Lunar Sample Building med ubetydelige mængder af materialer fra Månen og Mars. Disse prøver blev genfundet, og i 2003 anslog NASA i forbindelse med retssagen værdien af disse prøver til omkring 1 million USD for 285 g materiale.
Nogle hundrede små prøver blev indfattet og givet til nationale regeringer og amerikanske guvernører. Mindst én af disse blev senere stjålet, solgt og genfundet. Andre prøver gik til udvalgte museer, herunder National Air and Space Museum og Kansas Cosmosphere and Space Center samt besøgscenteret på Kennedy Space Center (alle i USA). Sidstnævnte sted er det muligt for besøgende at "røre ved et stykke af månen"; der er tale om en lille månesten indbygget i en søjle midt i en bankboks, som besøgende føres ind i. NASA siger, at næsten 295 kg af de oprindelige 382 kg prøver fortsat er i den oprindelige tilstand i boksen i Johnson Space Center. Lidt månestøv er blevet indsamlet af en Hasselblad-ansat under rensning af et af kameraerne fra en mission.